# 하이탐 아시리
하이탐 모함메드 알리 아부 하위 아시리(아랍어: هيثم محمد علي أبو حاوي عسيري, Haitham Mohammed Ali Abu Hawi Asiri, 2001년 3월 25일 ~ )는 사우디아라비아의 축구 선수로, 현재 사우디 프로페셔널리그의 알아흘리 사우디 FC와 사우디아라비아 축구 국가대표팀에서 윙어로 뛰고 있다.
1. 1 2  “FIFA Arab Cup Qatar 2021: List of players: Saudi Arabia” (PDF). FIFA. 2021년 12월 4일. 12쪽. 2022년 12월 14일에 확인함.